# Iridociclitis
La iridociclitis , iritis  o uveítis anterior (del griego irido-  "arco iris", "halo" + kykl-  "globo ocular" + -îtis "inflamación") es una enfermedad del ojo que se caracteriza por la inflamación de dos estructuras del polo anterior del globo ocular: el iris y el cuerpo ciliar.

## Etiología
Puede estar producida por múltiples causas, muchas veces es secundaria a otras enfermedades generales como la espondilitis anquilopoyética, lepra, tuberculosis, gonococia, sífilis y la artritis reactiva.

## Fisiopatología
La úvea es la capa intermedia de la pared ojo. Se encuentra entre la esclerótica y la retina, y aporta la mayor parte del suministro sanguíneo a la retina. Está constituida por la coroides en su parte posterior y el iris y el cuerpo ciliar en su porción anterior. Cuando se produce una inflamación de la úvea, el término que se utiliza en oftalmología para designar el proceso es el de uveítis.
La uveítis puede ser de dos tipos:
- Posterior: Cuando afecta a la coroides. También se la llama coroiditis.
- Anterior: Cuando afecta al iris y cuerpo ciliar. Recibe el nombre de iridociclitis. Por lo tanto los términos iridociclitis y uveitis anterior tienen el mismo significado.

Si la afectación incluye ambos sectores, el anterior y el posterior, se denomina panuveitis.

## Clasificación
Hay varias clasificaciones de iridociclitis.
Según el tiempo de evolución
- Aguda:  Aparición súbita de síntomas, que no duran más de seis semanas.
- Crónica: Persistencia mayor de seis semanas, frecuentemente asintomática.  La iridociclitis crónica se asocia con enfermedades sistémicas como: espondilitis anquilosante, síndrome de Behcet, colitis ulcerosa, artritis reumatoidea juvenil, artritis reactiva, sarcoidosis, sífilis, tuberculosis y  enfermedad de Lyme.

Según el origen
- Exógeno: Producida por causas externas como gérmenes o traumatismos.
- Endógeno: Por circunstancias internas del propio organismo.

Según el tipo de reacción
- Granulomatoso: Se debe generalmente a la acción directa de un germen invasor de la úvea (tuberculosis, sífilis,  toxoplasmosis, lepra, etc.).
- No granulomatoso: Suele estar producidas por reacciones de hipersensibilidad y responden relativamente bien al tratamiento con esteroides.

## Cuadro clínico
La iridociclitis aguda suele cursar con dolor intenso, pérdida de visión, fotofobia y enrojecimiento del polo anterior del ojo.
Durante la exploración pueden aparecer diferentes signos, como disminución del tamaño de la pupila (miosis), enrojecimiento del iris, enrojecimiento de la conjuntiva periquerática (situada alrededor de la córnea)  y turbidez del humor acuoso. A veces surgen complicaciones, como presencia de precipitados en la córnea y adherencias entre el cristalino y la córnea o entre la córnea y el iris, lo cual puede causar visión borrosa.
La iridociclitis crónica produce una sintomatología menos llamativa, el dolor y el enrojecimiento son escasos. Sin embargo, acaba por causar complicaciones como déficit visual, lesiones en la córnea y catarata.

## Tratamiento
El paciente debe ser atendido por el oftalmólogo. El tratamiento recomendado es muy variable, dependiendo de diferentes factores, como el origen, el grado de afectación y el tiempo de evolución.